# James Robertson (Autor)
James Hugh Robertson (* 11. August 1928; † 9. November 2023) war ein politischer und ökonomischer Aktivist, Denker und freier Autor aus Großbritannien, der bis 1974 zunächst als britischer Civil Servant Karriere machte.

## Leben
Von 1946 bis 1950 studierte Robertson am Balliol College an der Universität Oxford Greats, wo er Cricket und Rugby Union spielte sowie für die Universität Cross-Country lief.
Nachdem Robertson während seiner „Wind of Change“-Tour durch Afrika im Jahr 1960 im Mitarbeiterstab des britischen Premierministers Harold Macmillan gedient hatte, verbrachte er drei Jahre im Cabinet Office. Anschließend wurde er zum Direktor der Inter-Bank Research Organisation für die großen britischen Banken.
Mitte der 1980er-Jahre war Robertson neben seiner Frau ein prominenter Mitbegründer von The Other Economic Summit (TOES) und New Economics Foundation (NEF). Er war Mitglied der Foundation for the Economics of Sustainability (FEASTA) und Schirmherr der South Africa New Economics Foundation (SANE), die er nach seinem Besuch in Südafrika 1996 gegründet hatte.
Im Oktober 2003 wurde ihm auf der 29. Jahreskonferenz des Pio Manzu-Forschungszentrums Rimini in Italien, einer UN-nahen Organisation, eine Goldmedaille für seinen „bemerkenswerten Beitrag zur Förderung einer neuen Ökonomie, die auf sozialen und spirituellen Grundlagen beruht“ in den vergangenen 25 Jahren verliehen.
Robertson trat dem Beirat der International Simultaneous Policy Organization bei, die versucht, den üblichen Stillstand bei der Bewältigung globaler Probleme durch eine internationale Simultanpolitik zu beenden.
Eines von Robertsons letzten Büchern war Future Money: Breakdown or Breakthrough? (Green Books, 2012).
Er lebte bis zu seinem Tod mit seiner Frau Alison (geb. Pritchard) in Oxfordshire. Dort verstarb er am 9. November 2023 im Alter von 95 Jahren.
Sein Vater war Sir James Wilson Robertson.

## Wiederkehrende Themen in seinen Publikationen
- Grundeinkommen
- Bürgereinkommen
- Ökologisches Bewusstsein
- Wirtschaftliche Gerechtigkeit
- Feminismus
- Globalisierung
- Bodenwertsteuer
- Lokale Eigenständigkeit
- Währungsreform
- Ökonomie der lokalen Erholung
- Muster der Veränderung
- Vernünftige Alternative
- Soziale Investition
- Soziale Gerechtigkeit
- Freiwillige Einfachheit

## Bücher
- Future Money: Breakdown or Breakthrough? (2012), ISBN 1-900322-98-6

- Monetary Reform - Making it Happen (2004), ISBN 0-9546727-0-4
- Creating New Money: A Monetary Reform for the Information Age (2000), ISBN 1-899407-29-4
  - Huber, Joseph; Robertson, James Geldschöpfung in öffentlicher Hand: Weg zu einer gerechten Geldordnung im Informationszeitalter (2008), ISBN 978-3-87998-454-1
- The New Economics of Sustainable Development: A Briefing for Policy Makers (1999), ISBN 0-312-22697-7
- Transforming Economic Life: A Millennial Challenge (1998), ISBN 1-870098-72-2
- Beyond the Dependency Culture: People, Power and Responsibility, ISBN 0-275-96315-2
- Sharing Our Common Heritage: Resource Taxes and Green Dividends (1998)
- Future Wealth: A New Economics for the 21st Century (1989), ISBN 0-304-31933-3
- Future Work: Jobs, Employment and Leisure after the Industrial Age (1985)
- The Sane Alternative: a choice of futures (1980), ISBN 0-936106-00-X
- Power, Money and Sex: Towards a New Social Balance (1976), ISBN 0-7145-2554-5
- Profit or People? The New Social Role of Money (1974), ISBN 0-7145-0773-3
- Reform of British Central Government (1971), ISBN 0-7011-1743-5